# 函館基地隊
座標: 北緯41度46分05秒 東経140度42分46秒 / 北緯41.76806度 東経140.71278度

津軽海峡周辺の海自（◆）・空自基地（▲）。1-松前警備所、2-松前警備所白神支所、3-竜飛警備所、4-函館基地隊、5-大湊基地、6-下北海洋観測所、7-車力分屯基地、8-大湊分屯基地

函館基地隊（はこだてきちたい、英: Sub Area Activity Hakodate）とは、海上自衛隊の横須賀地方隊隷下の基地隊である。本部は北海道函館市大町10-3に所在している。

## 概要
主に宗谷海峡、津軽海峡周辺海域の警戒や爆発性危険物の処理をはじめ、 北海道に寄港する護衛艦等の支援を行っている。基地に「艦」規模の艦艇の係留能力はないが、函館港へのアメリカ海軍艦船の寄港は多い。本部の所在地は、かつて箱館運上所とその後身の函館税関があった場所で、敷地内には旧税関庁舎の石畳などが残されている。交通の便や、北海道との関係がより重要であることから、大湊地方隊創設時に地方総監部を航路啓開隊があった函館に設置する案があったが、結局、造修所など大日本帝国海軍以来の設備が残る大湊基地に総監部が置かれた。2025年3月の部隊改編に伴い、横須賀地方隊の隷下に編入された。

## 沿革
- 1952年（昭和27年）
  - 8月1日：保安庁警備隊が発足し、「函館航路啓開隊」として新編、横須賀地方隊隷下に編入。
  - 11月1日：第2掃海隊を新編。
- 1953年（昭和28年）9月16日：大湊地方隊の新編に伴い、函館航路啓開隊から「函館基地隊」に改編され、大湊地方隊隷下に編入。
- 1954年（昭和29年）7月1日：海上自衛隊が発足。
- 1962年（昭和37年）
  - 3月31日：第2掃海隊が廃止。
  - 8月1日：大湊地方隊第12掃海隊を編入。
- 1966年（昭和41年）3月31日：第12掃海隊が廃止。第2掃海隊群から第36掃海隊を編入。
- 1968年（昭和43年）3月16日：松前警備所を新編。白神警備所を松前警備所白神支所に改組。
- 1972年（昭和47年）1月21日：本部新庁舎が落成。
- 1976年（昭和51年）11月18日：第36掃海隊が廃止。第2掃海隊群から第39掃海隊を編入。
- 1982年（昭和57年）3月27日：第39掃海隊が廃止。第2掃海隊群から第47掃海隊を編入。
- 1993年（平成05年）2月9日：第47掃海隊が廃止。第2掃海隊群から第17掃海隊を編入。
- 1997年（平成09年）3月19日：隊番号の改正により第17掃海隊が第45掃海隊に改称。
- 2010年（平成22年）6月24日：掃海艇「うわじま」（MSC-672）が除籍。
- 2012年（平成24年）3月21日：掃海艇「ながしま」（MSC-680）を第45掃海隊に編入。
- 2016年（平成28年）10月19日：掃海艇「いずしま」（MSC-687）を第45掃海隊に編入。
- 2017年（平成29年）3月27日：掃海艇「ゆげしま」（MSC-679）が第101掃海隊に編成替え。
- 2018年（平成30年）3月27日：掃海艇「あおしま」（MSC-689）を第45掃海隊に編入。掃海艇「ながしま」（MSC-679）が第101掃海隊に編成替え。
- 2020年（令和02年）8月3日：松前警備所白神支所が廃止[3]。
- 2024年（令和06年）3月12日：掃海艇「えのしま」（MSC-604）を第45掃海隊に編入。掃海艇「あおしま」（MSC-689）が第42掃海隊に編成替え[4]。
- 2025年（令和07年）3月24日：大湊地方隊の横須賀地方隊への統合に伴う部隊改編[5]。

1. 大湊地区隊とともに横須賀地方隊に直轄部隊として編入[6]。
2. 余市防備隊、稚内基地分遣隊、大湊水中処分隊を隷下に編入[7]。

## 部隊編成
- 函館基地隊本部
  - 総務科
  - 厚生科
  - 警備科
  - 経理科
  - 補給科
  - 造修科
  - 通信所
- 余市防備隊本部
- 稚内基地分遣隊
- 松前警備所
- 竜飛警備所
- 第45掃海隊
  - MSC-687「いずしま」
  - MSC-604「えのしま」
- 第1ミサイル艇隊
  - PG-825「わかたか」
  - PG-827「くまたか」
- 大湊水中処分隊
  - 「水中処分母船2号」

※上記出典

## 主要幹部
| 官職名         | 階級    | 氏名     | 補職発令日     | 前職                        |
| -------------- | ------- | -------- | -------------- | --------------------------- |
| 函館基地隊司令 | 1等海佐 | 塩﨑浩之 | 2023年12月01日 | 海上自衛隊第1術科学校副校長 |

| 代                 | 氏名               | 在任期間               | 出身校・期              | 前職                                                           | 後職                                                         | 備考                                   |
| 函館航路啓開隊司令 | 函館航路啓開隊司令 | 函館航路啓開隊司令     | 函館航路啓開隊司令      | 函館航路啓開隊司令                                             | 函館航路啓開隊司令                                           | 函館航路啓開隊司令                     |
| ------------------ | ------------------ | ---------------------- | ----------------------- | -------------------------------------------------------------- | ------------------------------------------------------------ | -------------------------------------- |
| 01                 | 久保 清            | 1952.8.1 - 1953.9.15   | 海兵56期                |                                                                | 大湊地方総監部防衛部長                                       | 1等警備正                              |
| 函館基地隊司令     |                    |                        |                         |                                                                |                                                              |                                        |
| 01                 | 河野克次           | 1953.9.16 - 1956.1.15  | 海機40期                | 舞鶴航路啓開隊司令                                             | 海上幕僚監部技術部付                                         | 就任時2等警備正 1955.2.16、1等海佐昇任 |
| 02                 | 大場正規           | 1956.1.16 - 1957.4.4   | 神高船（航） 昭和11年卒 | 第4警戒隊司令                                                  | 第1護衛隊司令                                                |                                        |
| 03                 | 松本三郎           | 1957.4.5 - 1958.3.31   | 海機42期                | 海上幕僚監部所属技術研究所派遣                                 | 海上幕僚監部技術部航空機課長                                 |                                        |
| 04                 | 田中俊二           | 1958.4.1 - 1960.4.30   | 海兵62期                | 第1駆潜隊司令                                                  | 第3護衛隊司令                                                |                                        |
| 05                 | 増瀬忠夫           | 1960.5.1 - 1961.7.31   | 神高船（航） 昭和14年卒 | 第1海上訓練指導隊副長兼指導部長                                | 掃海艦桑栄艦長                                               | 2等海佐                                |
| 06                 | 島田喜与三         | 1961.8.1 - 1964.3.29   | 海兵62期                | 横須賀防備隊司令                                               | 横須賀教育隊司令                                             |                                        |
| 07                 | 相馬清士           | 1964.3.30 - 1967.7.15  | 海兵65期                | 海上自衛隊資料隊司令                                           | 自衛隊青森地方連絡部長                                       | 就任時2等海佐 1965.7.1、1等海佐昇任    |
| 08                 | 星出隆臣           | 1967.7.16 - 1968.10.14 | 海兵67期                | 海上自衛隊第1術科学校教育第2部長                               | 死去（海将補昇任）                                           |                                        |
| 09                 | 芝山末男           | 1968.11.1 - 1970.7.15  | 海兵68期                | 海上自衛隊第1術科学校教育第2部長                               | 横須賀地方総監部防衛部長                                     |                                        |
| 10                 | 森谷 喬            | 1970.7.16 - 1972.3.15  | 海兵70期                | 横須賀地方総監部管理部総務課長                                 | 横須賀地方総監部付 →1973.1.1 退職                            |                                        |
| 11                 | 上村典次           | 1972.3.16 - 1974.1.15  | 海兵71期                | 第21護衛隊司令                                                 | 海上自衛隊東京業務隊付 →1974.5.1 退職                        |                                        |
| 12                 | 中川英二           | 1974.1.16 - 1975.6.30  | 海機54期                | 海上幕僚監部技術部管理課長                                     | 呉地方総監部幕僚長                                           |                                        |
| 13                 | 宇佐美潔           | 1975.7.1 - 1978.3.15   | 海兵74期                | 海上幕僚監部調査部通信課長                                     | 中央通信隊群司令                                             |                                        |
| 14                 | 堀井利彦           | 1978.3.16 - 1979.8.31  | 海兵75期                | 第10護衛隊司令                                                 | 開発指導隊群司令部付 →1979.10.16 第1海上訓練指導隊司令       |                                        |
| 15                 | 河合恒二           | 1979.9.1 - 1981.6.30   | 東京水産大・ 4期幹候    | 第1練習隊司令                                                  | 第1掃海隊群司令                                              |                                        |
| 16                 | 中津川秀明         | 1981.7.1 - 1983.3.29   | 防大1期                 | 統合幕僚会議事務局第2幕僚室                                    | 海上自衛隊東京業務隊付 →1984.11.16 海上自衛隊第2術科学校勤務 |                                        |
| 17                 | 小山清和           | 1983.3.30 - 1984.7.31  | 名工大・ 6期幹候        | 第51護衛隊司令                                                 | 第1護衛隊群司令                                              |                                        |
| 18                 | 三好聞知           | 1984.8.1 - 1986.7.31   | 防大1期                 | 舞鶴防備隊司令                                                 | 第1海上訓練指導隊司令                                        |                                        |
| 19                 | 田畑一朗           | 1986.8.1 - 1988.3.15   | 防大1期                 | 運用開発隊司令                                                 | 呉教育隊司令                                                 |                                        |
| 20                 | 東 司              | 1988.3.16 - 1989.12.14 | 防大3期                 | 統合幕僚学校主任教官                                           | 横須賀地方総監部付 →1990.3.30 定年退職                       |                                        |
| 21                 | 稲田秀穂           | 1989.12.15 - 1991.6.30 | 海保大5期・ 10期幹候    | 誘導武器教育訓練隊司令                                         | 定年退職（海将補昇任）                                       |                                        |
| 22                 | 井野和雄           | 1991.7.1 - 1992.12.14  | 防大7期                 | 呉地方総監部防衛部長                                           | 中央通信隊群司令                                             |                                        |
| 23                 | 渡邉秀樹           | 1992.12.15 - 1994.8.1  | 防大10期                | 第1護衛隊司令                                                  | 防衛研究所教育部長                                           |                                        |
| 24                 | 古川俊男           | 1994.8.2 - 1996.12.1   | 防大10期                | 電子業務支援隊司令                                             | 海上自衛隊第1術科学校副校長                                  |                                        |
| 25                 | 中島隆夫           | 1996.12.2 - 1998.6.30  | 防大11期                | 海上自衛隊幹部候補生学校副校長                                 | 退職（海将補昇任）                                           |                                        |
| 26                 | 竹島信博           | 1998.7.1 - 1999.8.1    | 防大12期                | 海上自衛隊幹部学校研究部 主任研究開発官                        | 海洋業務群司令                                               |                                        |
| 27                 | 中山 武            | 1999.8.2 - 2000.12.7   | 防大11期                | 海上自衛隊第2術科学校副校長                                    | 退職（海将補昇任）                                           |                                        |
| 28                 | 元村隆吉           | 2000.12.8 - 2002.7.31  | 防大14期                | 海上自衛隊幹部学校研究部 主任研究開発官                        | 海上自衛隊幹部学校研究部長                                   |                                        |
| 29                 | 田口研造           | 2002.8.1 - 2004.3.31   | 防大15期                | 対潜資料隊司令                                                 | 退職（海将補昇任）                                           |                                        |
| 30                 | 伊東正樹           | 2004.4.1 - 2005.6.30   | 防大17期                | 横須賀地方総監部防衛部長                                       | 退職（海将補昇任）                                           |                                        |
| 31                 | 武田 功            | 2005.7.1 - 2006.12.5   | 芝浦工大・ 26期幹候     | 海上自衛隊第2術科学校副校長                                    | 退職（海将補昇任）                                           |                                        |
| 32                 | 鈴木啓三           | 2006.12.6 - 2007.12.2  |                         | 大湊警備隊司令                                                 | 退職（海将補昇任）                                           |                                        |
| 33                 | 飯尾俊政           | 2007.12.3 - 2009.8.2   | 防大21期                | 海上幕僚監部人事教育部厚生課長                                 | 横須賀教育隊司令                                             |                                        |
| 34                 | 畑中孝行           | 2009.8.3 - 2011.7.31   | 防大23期                | 海上自衛隊幹部候補生学校副校長                                 | 退職（海将補昇任）                                           |                                        |
| 35                 | 内山哲也           | 2011.8.1 - 2012.7.31   | 防大25期                | 大湊地方総監部防衛部長                                         | 海上訓練指導隊群司令                                         |                                        |
| 36                 | 五島浩司           | 2012.8.1 - 2014.8.6    | 防大25期                | 第1海上補給隊司令                                              | 退職（海将補昇任）                                           |                                        |
| 37                 | 尾島義貴           | 2014.8.7 - 2016.3.31   | 防大27期                | 海上自衛隊第1術科学校副校長                                    | 退職（海将補昇任）                                           |                                        |
| 38                 | 大久保成彦         | 2016.4.1 - 2017.3.30   | 防大28期                | 情報本部統合情報部長                                           | 退職（海将補昇任）                                           |                                        |
| 39                 | 水上智雄           | 2017.3.31 - 2018.7.31  | 専修大・ 40期幹候       | 横須賀地方総監部防衛部長                                       | 海上自衛隊補給本部装備計画部長                               |                                        |
| 40                 | 宅間秀記           | 2018.8.1 - 2019.11.1   | 防大30期                | 海上自衛隊補給本部装備計画部長                                 | 退職（海将補昇任）                                           |                                        |
| 41                 | 永井一成           | 2019.11.2 - 2020.8.2   | 防大32期                | 海上自衛隊幹部候補生学校副校長                                 | 海上自衛隊幹部学校運用教育研究部長                           |                                        |
| 42                 | 小沢輝男           | 2020.8.3 - 2022.7.31   | 防大32期                | 第1海上補給隊司令                                              | 退職（海将補昇任）                                           |                                        |
| 43                 | 三浦則文           | 2022.8.1 - 2023.11.30  | 防大35期                | 佐世保海上訓練指導隊司令 →2022.3.18 海上訓練指導隊群司令部勤務 | 護衛艦隊司令部勤務 →2023.12.22 同訓練幕僚部訓練主任幕僚      |                                        |
| 44                 | 塩﨑浩之           | 2023.12.1 -            | 防大36期                | 海上自衛隊第1術科学校副校長                                    |                                                              |                                        |